# Соціальне павутиння
Соціальна павутина — це сукупність соціальних відносин, які пов'язують людей через всесвітню павутину. Соціальна мережа охоплює те, як створюють дизайни та розробляють вебсайти та програмне забезпечення для підтримки та сприяння соціальній взаємодії. Ці соціальні взаємодії в Інтернеті становлять основу багатьох діяльностей в Інтернеті, включаючи Інтернет-магазини, освіту, ігри та послуги соціальних мереж. Соціальний аспект спілкування через Web 2.0 полягав у сприянні взаємодії між людьми зі схожими смаками. Ці смаки різняться залежно від того, хто цільова аудиторія, і що вона шукає. Для осіб, які працюють у відділі зв'язків з громадськістю, робота постійно змінюється, і вплив походить від соціальної мережі. Вплив соціальної мережі великий і теж постійно змінюється.
У міру збільшення активності людей в Інтернеті та спілкування інформація про їхні соціальні стосунки стає більш доступною. Послуги соціальних мереж, такі як Facebook, дозволяють людям та організаціям контактувати один з одним із постійними іменами, зручними для людей. Сьогодні сотні мільйонів користувачів Інтернету використовують тисячі соціальних вебсайтів, щоб залишатися на зв'язку зі своїми друзями, знаходити нових «друзів» та ділитися створеним користувачами вмістом, таким як фотографії, відео, соціальні закладки та блоги, навіть через підтримку мобільної платформи стільникових телефонів. До другого кварталу 2017 року Facebook повідомив про 1,86 мільярда учасників, а в 2008 році MySpace зайняв 100 мільйонів користувачів, а YouTube мав понад 100 мільйонів відео та 2,9 мільйона каналів, і ця кількість постійно зростає. Соціальна Мережа швидко винаходить себе, виходячи за межі простих вебдодатків, які зв'язують людей для ведення абсолютно нового способу життя.

## Історія
Як і телефон, Інтернет не створювався як інструмент спілкування для соціальної взаємодії, а еволюціонував, щоб стати частиною повсякденного життя. Однак соціальна взаємодія сприяла Інтернету майже протягом усього періоду свого існування, на що вказує постійний успіх соціального програмного забезпечення, яке в своїй основі зосереджується на тому, щоб зв'язати людей з іншими, з якими вони вже мають стосунки у фізичному світі. Електронна пошта датується 60-ми роками минулого століття і була однією з перших соціальних програм, що зв'язувала кількох людей через мережу, забезпечуючи соціальну взаємодію, дозволяючи користувачам надсилати повідомлення одній або кільком людям. Цей додаток, який, на думку деяких, може бути найуспішнішим соціальним програмним забезпеченням за всю історію, фактично використовувався для побудови Інтернету. Мережа почала свою діяльність як велика, але проста система дошки оголошень (BBS), яка дозволяла користувачам обмінюватися програмним забезпеченням, інформацією, новинами, даними та іншими повідомленнями. Уорд Крістенсен винайшов перший публічний BBS наприкінці 1970-х, а інший (під назвою «ДОБРИЙ») наприкінці 80-х — на початку 90-х виник як популярне інтернет-співтовариство. Usenet, глобальна дискусійна система, подібна до BBS, яка дозволяла користувачам публікувати публічні повідомлення, була придумана в 1979 році; система набула величезної популярності у 1980-х роках, коли люди розміщували новини та статті в категоріях, що називаються «групами новин». Наприкінці 90-х років особисті вебсайти, що дозволяли людям ділитися інформацією про своє приватне життя з іншими, ставали все більш поширеними. Про цей плідний період розвитку Мережі його творець сер Тім Бернерс-Лі писав, що: Мережа є скоріше соціальним творінням, ніж технічним. Я розробив його для соціального ефекту — щоб допомогти людям працювати разом — а не як технічна іграшка. Кінцевою метою Інтернету є підтримка та покращення нашого вебіснування у світі. Ми згуртовуємось у сім'ях, асоціаціях та компаніях. Ми розвиваємо довіру на всі кілометри та недовіру за рогом. Те, у що ми віримо, підтримуємо, погоджуємось і залежамо від цього, є репрезентативним і, все частіше, представленим в Інтернеті.
Термін «соціальна павутина» введений Говардом Рейнгольдом для цієї мережі в 1996 році; Рейнгольда процитували у статті для «Time» на його вебсайті «Electric Minds», що описується як «віртуальний громадський центр», де перераховуються інтернет-спільноти для користувачів, зацікавлених у спілкуванні через Інтернет, сказавши, що "Ідея полягає в тому, що ми керуватимемо трансформацією Інтернету в соціальну Мережу ".
Соціальна мережа розвивалася у три етапи з початку 90-х років до наших днів, перетворюючись із простих односторонніх вебсторінок спілкування на мережу справді соціальних додатків. Під час епохи «односторонньої розмови» онлайн-додатків у середині 90-х років більшість із майже 18 000 існуючих вебсторінок були «лише для читання» або «статичними вебсайтами» з інформацією, що надходила виключно від особи чи організації, яка керувала сайтом; хоча в цей час Інтернет використовувався соціально, спілкування було важким, і досягалось лише завдяки тому, що люди реагували на дописи один одного на одній вебсторінці, відповідаючи їм на своїй особистій вебсторінці. У середині 90-х Amazon та інші піонери досягли значного прогресу в просуванні соціальної взаємодії в Інтернеті, дізнавшись, як зв'язати бази даних зі своїми вебсайтами, щоб зберігати інформацію, а також відображати її; спільно з іншими нововведеннями, це призвело до зростання вебдодатків для читання-запису, що дозволяють проводити «двосторонню розмову» між користувачами та особою чи організацією, що керує сайтом. У міру вдосконалення цих вебдодатків людям стало зручніше користуватися ними та взаємодіяти з ними, пропускна здатність збільшилась, а доступ до Інтернету став більш поширеним, що призвело до того, що дизайнери почали впроваджувати нові функції, які дозволяли користувачам спілкуватися не тільки з видавцями сайту, але з іншими, які також відвідували цей сайт. Незважаючи на те, що це був невеликий крок вперед у технологічному плані, це був величезний соціальний крок, який вперше уможливив групову взаємодію, і стверджується, що цей соціальний обмін між багатьма людьми є тим, що відокремлює вебдодаток від соціального вебдодатку.
Перші послуги соціальних мереж, включаючи Classmates.com (1995) та SixDegrees.com (1997), були запроваджені до сайтів соціальних мереж. Стверджувалося, що перехід до сайтів соціальних мереж розпочався після того, як 19 грудня 1998 року було засновано першу у світі спільноту інтерактивних щоденників «Відкритий щоденник»; станом на сьогодні в Інтернеті він влаштував понад п'ять мільйонів цифрових щоденників, хоч пройшло вже 10 років. «Відкритий щоденник» успішно об'єднав авторів щоденників онлайн в одне співтовариство як ранній сервіс соціальних мереж, і саме в цей час було введено термін «вебжурнал» (пізніше для скорочення до повсюдного «блогу» після того, як один блогер жартома перетворив вебжурнал на речення «ми ведемо блог»). Деякі стверджують, що це ознаменувало початок нинішньої ери соціальних медіа, при цьому термін «соціальні медіа» став терміном, який увійшов як у загальне вживання, так і в популярність, оскільки швидкісний Інтернет став дедалі доступнішим, зростаючи в популярності як концепція та ведучи до зростання соціальних мереж, таких як Myspace (2003) та Facebook (2004). Стверджувалося, що цю тенденцію до соціальних медіа «можна розглядати як еволюцію до коренів Інтернету, оскільки вона перетворює Всесвітню павутину на те, для чого вона спочатку була створена: платформа для полегшення обміну інформацією між користувачами».

## Еволюція
Соціальна павутина — це спосіб життя: багато людей користуються послугами соціальних мереж принаймні раз на день, а в 2008 році середня кількість часу на одне відвідування MySpace коливалась близько двадцяти шести хвилин (тривалість ситкому). Більше того, вражаюче швидке зростання соціальної Мережі з 90-х років, як прогнозується, не сповільниться найближчим часом: оскільки менше 20 % населення світу користується Інтернетом, деякі соціальні мережі, як вважають, все ще перебувають у зародковому стані. Межа між соціальними мережами та соціальними медіа стає все більш розмитою, оскільки сайти, такі як Facebook та Twitter, додатково включають фото, відео та інші функціональні особливості, характерні для сайтів соціальних медіа, у загальнодоступні профілі користувачів, подібно до того, як сайти соціальних медіа інтегрують функції, характерні послуги соціальних мереж у власні мережі. Однією помітною зміною, яка відбулася завдяки об'єднанню соціальних мереж / медіа, є перетворення соціальних вебдодатків в егоцентричне програмне забезпечення, яке ставить людей у центр додатків. Хоча до цих нововведень дискутували про почуття спільноти в Інтернеті, сучасне програмне забезпечення для соціальних мереж надає користувачеві більш широкий набір соціальних взаємодій, таких як «дружба» та «підписання» людей, навіть надсилання їм віртуальних подарунків або поцілунків. Соціальні вебпрограми, як правило, будуються з використанням об'єктно-орієнтованого програмування, використовуючи комбінації декількох мов програмування, таких як Ruby, PHP, Python, ASP.NET та / або Java. Часто API використовуються для прив'язки несоціальних вебсайтів до соціальних вебсайтів, одним із прикладів є Campusfood.com.

### Блоги та вікі
Як блоги, так і Вікі — яскраві приклади співпраці через Інтернет — особливість групової взаємодії, що характеризує соціальну Мережу. Блоги використовуються як BBS для XXI століття, де люди можуть публікувати дискусії, тоді як Вікі створюються та редагуються всіма, хто має до них доступ. Члени обох бачать останні дискусії та внесені зміни, хоча для багатьох блогів та Вікі, таких як Вікіпедія, це справедливо навіть для тих, хто не є членами. Блоги та Вікі дозволяють користувачам обмінюватися інформацією та навчати один одного, і ця соціальна взаємодія зосереджена на змісті та сенсі. Блогами та Вікі користуються як ті, хто їх пише, так і ті, хто посилається на них як на ресурси. Блоги дозволяють учасникам ділитися ідеями, а іншим — коментувати ці ідеї, тоді як Вікі сприяють груповій співпраці: обидва ці інструменти відкривають шлюз спілкування, в якому соціальна взаємодія дозволяє розвиватися Інтернету. Ці сайти використовуються як викладачами, так і студентами для досягнення мети спільного навчання, а робота у спільноті з іншими науковцями дозволяє користувачам бачити різні тлумачення подібних тем, а також ділитися ресурсами, які в іншому випадку можуть бути недоступні для них.

### Підтримка мобільного зв'язку
Більшість служб соціальних мереж пропонують мобільні програми та підключення до Інтернету. Популярні соціальні вебсайти, такі як Facebook Mobile, Orkut, Twitter та YouTube, створили шлях для інших сайтів, які дозволяють своїм користувачам розміщувати та ділитися новим вмістом з іншими, оновлювати свій статус та отримувати оновлення своїх друзів та завантажений вміст через мобільні платформи. Основна мета як сайтів, що пропонують ці мобільні послуги, так і тих, хто ними користується, полягає в тому, щоб користувач постійно підтримував контакт зі своїми друзями в Інтернеті; це дозволяє їм оновлювати свої профілі та спілкуватися один з одним, навіть коли вони перебувають поза комп'ютером. Прогнозується, що ця тенденція збережеться і в майбутньому не тому, що інші сайти наслідують приклад, щоб пропонувати подібні послуги, а оскільки вони поширюються на інші мобільні пристрої, які користувачі соціальних мереж матимуть із собою через наступні роки. Мобільні додатки для соціальних мереж також можуть дозволити ігри та доповнену реальність; приклади таких включають SCVGR та Layar.

### Соціальні функції, додані на несоціальні сайти
Вебсайти, які не побудовані на соціальній взаємодії, тим не менше додають функції, що дозволяють обговорювати та співпрацювати з інтересу до розширення їхніх баз користувачів — тенденція, яка, як прогнозується, збережеться і в найближчі роки. Уже в 1995 році роздрібний продаж Amazon впровадив такі функції, особливо огляд клієнтів, з великим успіхом; Джошуа Портер, автор «Проектування для соціальної мережі», пише: В Amazon відгуки клієнтів діють як магніт, тягнучи людей за сторінку. Це той вміст, який хочуть люди … Вони продовжують прокручувати, поки не потрапляють у відгуки, які в деяких випадках складають до 6000 пікселів від верхньої частини сторінки! Здається, ніхто не заперечує … Відгуки покупців дозволяють людям дізнаватися про товар з досвіду інших, не маючи жодної потенційно упередженої інформації про продавця. Недарма всі хотіли робити покупки в Amazon. Вони мали інформацію, якої не мав жоден інший сайт: вони мали Істину. І що правда, що цікаво, виникла в результаті простого збору розмов нормальних людей.
Ці відгуки клієнтів надають цінну інформацію, яку люди шукають, і написані користувачами безкоштовно просто через бажання поділитися своїм досвідом використання продукту чи послуги з іншими; якість та цінність кожного огляду додатково визначається іншими користувачами, які оцінюють їх залежно від того, чи вважають вони відгук корисним, «відсіваючи погане (відсуваючи їх до кінця [сторінки])»
Нероздрібні вебсайти з особливим інтересом також застосували соціальні вебфункції, щоб розширити свою привабливість: одним із прикладів є Allrecipes.com, спільнота з 10 мільйонів кулінарів, які діляться ідеями та рецептами між собою. Окрім обміну рецептами з іншими за допомогою вебсайту, користувачі можуть оцінювати та публікувати огляди випробуваних рецептів, а також пропонувати пропозиції щодо їх вдосконалення чи зміни; згідно з вебсайтом, "Рейтинги / огляди … є цінним ресурсом для нашої спільноти, оскільки вони показують, як члени та їхні сім'ї ставляться до рецепту. Чи отримує рецепт захоплення — чи його більше ніколи не роблять? Ваша думка рахує ". Цей зворотний зв'язок використовується для оцінки та класифікації рецептів на основі того, наскільки успішно вони пройшли «редакційний процес» сайту та наскільки вони були схвалені учасниками сайту, що потенційно може призвести до отримання статусу «Схвалено кухнею», який можна порівняти з «хорошою статтею» Вікіпедії "процес висування. Сайт також розширив свої послуги, включивши соціальні функції, такі як блоги користувачів та підключення до інших соціальних мереж / медіа-сайтів, таких як Facebook, щоб розширити свою присутність у соціальній мережі. Рецепти, знайдені на цьому вебсайті, стають частиною соціальної мережі, оскільки інші учасники класифікують їх, коментують та надають відгуки про те, чому рецепт був хорошим чи поганим, або діляться способами, якими вони могли б його змінити.
Інтеграція «соціальних» функцій також почала поширюватися на немережеві медіа-форми, включаючи друк та мовлення. Все більш поширені мобільні пристрої пропонують платформу для медіакомпаній для створення гібридизованих медіа-форм, що спираються на соціальну мережу, таких як мобільний додаток Fango, запропонований австралійським партнерством Yahoo! 7, який поєднує традиційні телевізійні програми з онлайн-обговореннями та існуючими соціальними мережами.

### Соціальне мистецтво
Художники використовують соціальні мережі, щоб ділитися своїм мистецтвом, будь то візуальне мистецтво на таких сайтах, як deviantART, відео-арт на YouTube, музичне мистецтво на YouTube або iTunes, або фізичне мистецтво, таке як розміщення та продаж вироблених предметів у Craigslist. Художники вирішують розміщувати своє мистецтво в Інтернеті, щоб вони могли критикувати свої роботи, а також просто отримувати задоволення від того, що інші можуть відчувати та насолоджуватися їх роботою. За допомогою цього покоління соціальних мереж студенти проводять більше часу, використовуючи соціальні інструменти, такі як комп'ютери, відеоігри, відеокамери та мобільні телефони. Ці інструменти дозволяють легко ділитися мистецтвом та допомагають у дискусії.

### Спільні зусилля для сприяння соціальній мережі

#### Краудсорсинг
Краудсорсинг став одним із способів використання соціальної Мережі спільними зусиллями, особливо в останні кілька років, з початком семантичної Мережі та Web 2.0. Сучасні вебпрограми мають можливості краудсорсингових методів, і, отже, цей термін тепер використовується виключно для вебдіяльності. Прикладами можуть бути такі сайти, як SurveyMonkey.com та SurveyU.com; наприклад, SurveyMonkey дозволяє користувачам керувати опитуваннями в списку контактів, якими вони керують, потім збирати та аналізувати дані відповідей, використовуючи основні інструменти, що містяться на самому вебсайті, і, нарешті, експортувати ці результати, коли вони закінчать.
Краудсорсинг використовується дослідниками для наслідування традиційній фокус-групі, але в менш дорогій та менш інтимній атмосфері. Через природу соціальної Мережі люди відчувають себе більш відкритими, щоб висловити свої думки щодо теми дискусії, не відчуваючи, ніби вони будуть так само ретельно вивчені рештою групи в порівнянні з традиційною обстановкою. Інтернет служить екраном, допомагаючи викликати найчистіший відгук учасників групи, оскільки він усуває більшу частину менталітету натовпу.
Facebook також був режимом, в якому може відбуватися краудсорсинг, оскільки користувачі, як правило, ставлять питання у своєму повідомленні про статус, сподіваючись, що ті, хто бачать його у своїй стрічці новин, дадуть відповідь на запитання, або користувачі можуть вибрати опцію опитування, доступну зараз для отримувати інформацію від тих, хто входить до мережі їхніх друзів.

### Проекти програмного забезпечення на базі спільноти
Використовуючи соціальну Мережу, багато розробників програмного забезпечення вирішують брати участь у проектах програмного забезпечення з відкритим кодом на базі спільноти, а також у проектах злому власного програмного забезпечення, модифікацій ядра (обчислювальної техніки) та безкоштовних портів ігор та програмного забезпечення. Ітерації Linux є прекрасними прикладами того, наскільки ефективною може бути така співпраця. Іншим прикладом є операційна система Android від Google, оскільки багато кодерів працюють над зміною існуючих апаратних ядер та ПЗУ для створення індивідуальних форм випущеної версії Android. Ці спільні зусилля щодо Android здійснюються, як правило, через xda-developers та androidforums.com.

### Розробка мобільних додатків
Більшість сучасних мобільних додатків, а навіть браузерних програм, походять із випущених розробниками програмних комплектів. Розробники створюють свої додатки та діляться ними з користувачами через «ринки додатків». Користувачі можуть коментувати свій досвід роботи з програмами, дозволяючи всім користувачам переглядати коментарі інших, і таким чином краще розуміти, чого слід очікувати від програми. Зазвичай на додаток до коментарів існує також система рейтингу.
Мобільні соціальні вебдодатки створюються з використанням різних API. Ці API дозволяють взаємодіяти та взаємозв'язувати дані в одній соціальній базі даних, будь то Facebook, Twitter або акаунт Google, таким чином створюючи буквальну мережу з'єднань даних. Потім ці програми додають досвіду користувача, характерного для самої програми. Прикладами можуть бути TweetDeck та Blogger.

## Від соціальної мережі до реального життя
Спосіб, яким люди діляться інтимними подробицями та виконують такі завдання, як побачення, покупки та подання заяв на роботу, дуже відрізняється від попередніх поколінь. Зараз про свої уподобання, думки та дії регулярно ділиться з групою друзів, з якими вони можуть і не зустрічатися, якби не соціальна мережа.
Багато соціальних вебсайтів використовують соціальну взаємодію в Інтернеті, щоб створити міст до реальної взаємодії. Відносини складаються між людьми через Інтернет, а потім стають більш особистими завдяки іншим формам спілкування. Приклад такого типу взаємодії можна знайти на eBay: з більш ніж 94 мільйонами активних користувачів у всьому світі eBay є найбільшим у світі інтернет-ринку, де кожен може купувати та продавати практично все, що завгодно. Цей вебсайт дозволяє приватним особам продавати товари та іншим учасникам торгів. В кінці аукціону покупець платить продавцю; Потім покупець відправляє придбаний товар переможцю аукціону. Відносини починаються в Інтернеті, але поширюються на взаємодію в реальному житті. Шляхи в eBay полегшують цю взаємодію, включаючи Skype, провідну послугу онлайн-комунікацій, яка дозволяє людям спілкуватися за допомогою голосу або відео в Інтернеті безкоштовно. eBay Inc. придбав Skype у 2005 році та значно розширив свою клієнтську базу до понад 480 мільйонів зареєстрованих користувачів майже у всіх країнах світу. Кінцевим результатом усіх транзакцій eBay є продавець, який надає покупцеві товар, найчастіше поштою: вебвзаємодія, що закінчується обміном у реальному світі.
Відносини, що складаються з користувачами eBay, подібні до користувачів Craigslist. Користувачі розміщують товари, які вони хочуть продати на вебсайті, а інші користувачі, які хочуть придбати ці товари, зв'язуються з продавцем. Craigslist використовується для об'єднання людей та організацій та підключення їх до ресурсів, інструментів, технологій та ідей, необхідних для ефективної участі у побудові громади та перегляду ефекту від їхніх дій. Це робиться електронною поштою або по телефону. Покупець і продавець утворюють зустріч, на якій товари обмінюються на гроші. Без такого типу вебсайтів покупець не знав би, що товар доступний продавцю. Цей тип вебсайтів дозволяє членам фізичної спільноти взаємодіяти з іншими членами своєї спільноти для обміну товарами та послугами.
Транзакція від Інтернету до реального життя спостерігається в макромасштабі останнім часом на вебсайтах знайомств, які використовуються для пошуку та пошуку інших користувачів. Ці вебсайти дозволяють членам, що мають спільні інтереси, знаходити інших, які мають такий самий інтерес. Вчені, які вивчали галузь, вважають, що вона та інші форми електронного спілкування, такі як електронна пошта та соціальні мережі, починають мати значний вплив на способи, якими люди знаходять любов. Користувачі можуть взаємодіяти один з одним і з'ясувати, чи є у них спільні інтереси. Було розроблено багато сайтів, націлених на багато різних груп інтересів, а відносини формуються та розвиваються за допомогою Інтернету. Якщо користувачі вирішать, що вони розділяють взаємні зв'язки, вони можуть взаємодіяти за допомогою телефону та, врешті-решт, особисто. Стосунки починаються в Інтернеті, але можуть призвести до знайомств у реальному житті і, зрештою, навіть до шлюбу.